# Tennessee Williams
Thomas Lanier Williams III (Columbus, Misisipi, 26 de marzo de 1911-Nueva York, Nueva York, 25 de febrero de 1983), más conocido por el nombre artístico Tennessee Williams, fue un destacado dramaturgo estadounidense. El nombre «Tennessee» se lo dieron sus compañeros de escuela a causa de su acento sureño y al origen de su familia.  En 1948 ganó el Premio Pulitzer de teatro por Un tranvía llamado Deseo, y en 1955 por La gata sobre el tejado de zinc. Además de estas dos obras recibieron el premio de la Crítica Teatral de Nueva York:  El zoo de cristal (1945) y La noche de la iguana (1961). Su obra de 1952 La rosa tatuada (dedicada a su pareja, Frank Merlo) recibió el Premio Tony a la mejor obra. Los críticos del género sostienen que Williams escribía en estilo gótico sureño. Es conocido mundialmente porque muchas de sus obras han sido filmadas.

## Biografía
Nació en Columbus, Misisipi, en casa de su abuelo materno, el rector de la Iglesia episcopal local —la casa es hoy el Centro de Bienvenida a Misisipi y oficina de turismo de la ciudad—. Su padre, Cornelius Coffin Williams, un viajante de zapatos, cada vez se hacía más agresivo conforme sus hijos crecían. Su madre, Edwina Williams (de soltera Edwina Dakin), descendía de una buena familia sureña. Tuvo dos hermanos, Rose Isabel Williams (1909–1996) y Walter Dakin Williams (1919–2008), el preferido de su padre.
En 1918 la familia se trasladó  a St. Louis, Misuri. Ese mismo año, a Tennessee le fue diagnosticada la difteria. Durante dos años casi no pudo hacer nada; entonces, su madre decidió que no le iba a permitir perder el tiempo. Lo animó a que usara su imaginación y, cuando tenía trece años, le dio una máquina de escribir.
Williams ganó el tercer premio (5 dólares) por un artículo (“Can a Good Wife Be a Good Sport?”) publicado en Smart Set, en 1927, a los dieciséis años. Un año después publicó “The Vengeance of Nitocris", en Weird Tales.
A principios de los años 1930, Williams estudió en la Universidad de Misuri-Columbia, donde fue miembro de la fraternidad "Alpha Tau Omega". Allí fue donde sus compañeros de fraternidad lo apodaron Tennessee, por su rico acento sureño. En 1935, Williams escribió su primera obra interpretada públicamente, Cairo, Shanghai, Bombay!, representada por primera vez en Memphis.
Williams vivió en el barrio francés de Nueva Orleans, Luisiana. Se trasladó allí en 1939 a escribir para la WPA, y vivió primero en el número 722 de la calle Toulouse, donde se sitúa su obra de 1977 Vieux Carré (hoy una fundación cultural). Escribió Un tranvía llamado deseo (1947) mientras vivía en el número 632 de la calle St. Peter.
De Nueva Orleans marchó a Nueva York, donde ejerció diversos trabajos, desde camarero a portero. Cuando los Estados Unidos entraron en guerra, fue declarado no apto debido a su expediente psiquiátrico, su homosexualidad, su alcoholismo y sus problemas cardíacos y nerviosos.
En 1943 fue a Hollywood, contratado por la Metro Goldwyn Mayer, para hacer la adaptación cinematográfica de una novela de éxito. Con El zoo de cristal puso en escena a su madre y a su hermana; se estrenó en Nueva York en 1945. Su éxito lo convirtió, a los 34 años, en una súbita celebridad.
Se confirmó dos años más tarde con el éxito de Un tranvía llamado Deseo, con puesta en escena de Elia Kazan, que marcó el debut teatral de un joven del Actors Studio: Marlon Brando. Frecuentaba todos los años la isla de Key West en Florida, donde tenía una casa. Fue presidente del jurado del Festival de Cannes de 1976.

### Su familia
Tennessee se sentía muy próximo a su hermana, Rose, que quizá fue quien más influyó en él. Era una belleza delgada que pasó la mayor parte de su vida adulta en hospitales mentales. Sus padres autorizaron una lobotomía prefrontal en un intento de tratarla. La operación, llevada a cabo en 1943 en Washington, D. C., resultó mal, y Rose quedó incapacitada para el resto de su vida.
La fracasada lobotomía de Rose fue un duro golpe para Williams, quien nunca perdonó a sus padres por permitir semejante operación. Pudo haber sido uno de los factores que lo llevaron al alcoholismo.
La obra de Williams The Parade or Approaching the End of Summer, escrita cuando tenía 29 años y sobre la que siguió trabajando a lo largo de su vida, es un retrato autobiográfico de un temprano romance en Provincetown. Esta obra ha comenzado a representarse solo recientemente, estrenada el 1 de octubre de 2006 en Provincetown, Massachusetts, por la compañía Shakespeare on the Cape como parte del Primer Festival Anual Tennessee Williams.

### Muerte
El 25 de febrero de 1983, Williams fue encontrado muerto en su suite del Hotel Elysée en Nueva York a los 71 años. El informe del médico forense indicó que murió atragantado con el tapón de un envase de gotas para los ojos que utilizaba con frecuencia, el cual debió intentar abrir con los dientes. Un informe forense modificado indicó que el uso de fármacos y alcohol pudo haber contribuido a su muerte por la supresión de su reflejo nauseoso. Se encontraron medicamentos recetados, incluyendo barbitúricos, en la habitación. La causa de la muerte informada fue "intolerancia al Seconal (secobarbital)".
Williams fue enterrado en el Cementerio Calvary de San Luis, Misuri, a pesar de su deseo de ser enterrado junto al mar, aproximadamente en el mismo lugar que el poeta Hart Crane, a quien consideraba una de sus influencias más significativas. Legó los derechos literarios de sus obras a Sewanee, La Universidad del Sur, en honor a su abuelo, Walter Dakin, un alumno de la universidad ubicada en Sewanee (Tennessee). Los fondos hoy sostienen un programa de escritura creativa.
En 1989 Williams fue incluido en el Paseo de la Fama de St. Louis.

## Valoración
Durante veinticuatro años, diecinueve obras de Tennessee Williams se representaron en Broadway. También se han representado en otros países.
En Francia, Jean Cocteau adaptó Un tranvía llamado Deseo, y Françoise Sagan, Dulce pájaro de juventud.
Todo el teatro de Tennessee Williams, donde se ve la influencia de Faulkner y de D. H. Lawrence, está atravesado por los inadaptados, los marginados, los perdedores, los desamparados, por los cuales muestra todo su interés, como explica en sus Memorias. A través de todos sus personajes, en una mezcla de realismo y sueño, dentro del desastre o la fantasía, analiza la soledad, que fue la constante en su vida.
Sus trabajos se basan en la oposición entre el individuo y la sociedad, recurriendo a personajes casi arquetípicos: la aristócrata en decadencia, la joven débil y víctima del macho dominante, el joven sensible y con aspiraciones artísticas, el hombre emprendedor y agresivo. Este cuarteto, con sus sucesivas variantes, se insertan en una oposición más general entre los integrados que aceptan la hipocresía y los rebeldes, marginados que rechazan el compromiso.
El tema común de la «heroína loca», que aparece en muchas de sus obras, pudo haber sido influencia de su hermana. Los personajes de sus obras suelen verse como representaciones directas de los miembros de su familia. Así, se ve la figura de su hermana Rose en Laura Wingfield, de El zoo de cristal, y Blanche DuBois en Un tranvía llamado Deseo. El tema de la lobotomía también aparece en De repente, el último verano. Amanda Wingfield, en El zoo de cristal, puede representar fácilmente a la madre de Williams. Muchos de sus personajes se consideran autobiográficos, incluyendo a Tom Wingfield en El zoo de cristal, y Sebastian en De repente, el último verano.

## Tennessee Williams en el cine
Las piezas dramáticas de Tennessee Williams han sido adaptadas en varias ocasiones al cine. Las adaptaciones fueron dirigidas por los más grandes directores de su generación, desde Joseph L. Mankiewicz hasta John Huston. Dada la intensidad de las tramas y la riqueza potencial de sus atormentados personajes, la calidad de estas adaptaciones ha sido, en general, magnífica, y muy propicia para que actores de calidad expongan en ellas su talento interpretativo.
Así, Elia Kazan dirigió en 1951 la segunda adaptación al cine (la primera fue El zoo de cristal, de 1950, dirigida por Irving Rapper y con las actuaciones de Gertrude Lawrence, Arthur Kennedy, Jane Wyman y Kirk Douglas) de una obra de Williams, Un tranvía llamado Deseo, interpretada por Marlon Brando y Vivien Leigh, pero la primera que se cuenta entre las mejores jamás rodadas sobre un texto del dramaturgo; Daniel Mann llevó al cine La rosa tatuada en 1955, con Anna Magnani, en un papel escrito expresamente para ella y que le dio varios premios de interpretación —Oscar incluido— y Burt Lancaster; sin embargo, con ella Magnani, al negarse a hacerla en los escenarios de Broadway, posibilitó la consagración de Maureen Stapleton.
Richard Brooks llevó a cabo con la adaptación de La gata sobre el tejado de zinc en 1958, con Elizabeth Taylor y Paul Newman como protagonistas, una de las películas de referencia obligada si hablamos de las obras del genial Tennessee en la pantalla; y el mismo Brooks dirigió en 1962 la adaptación de Dulce pájaro de juventud, repitiendo a Newman y con la excepcional Geraldine Page, recreando esos ambientes entre sórdidos y claustrofóbicos que caracterizan las obras del sureño, aunque más suavizada con respecto al original que adaptaciones anteriores debido a la censura en los Estados Unidos, que ese mismo año se cebaba con Lolita (Stanley Kubrick) o Confidencias de mujer (George Cukor).
Joseph L. Mankiewicz estrenó en 1959 De repente el último verano, con un reparto estelar, como sucede en muchas películas basadas en Williams: Elizabeth Taylor, Katharine Hepburn y Montgomery Clift. Se convirtió casi desde entonces en una de las mejores traslaciones —si no la mejor— de su obra a la gran pantalla.
En 1961, Vivien Leigh repitió con un personaje de Tennessee Williams en la adaptación de la novela La primavera romana de la Sra. Stone, dirigida por José Quintero y acompañada por un juvenil Warren Beatty como el gigoló romano Paolo di Leo. Quizá no suficientemente valorada en su momento, pese a que gozó de gran popularidad, es una película a tener en cuenta. Cabe mencionar también la espléndida y oscura versión que dirigió John Huston en 1964 de La noche de la iguana, con Richard Burton, Ava Gardner, Deborah Kerr y Sue Lyon, cuya acción transcurre en México, y que en su día constituyó un fracaso en taquilla, pero hoy emerge como un auténtico clásico moderno. Otros títulos, no tan recordados pero que merecen una revisión, son: Verano y humo, de Peter Glenville (1961), con una de las grandes interpretaciones de Geraldine Page junto a la ya citada Dulce pájaro de juventud, y Propiedad condenada (1966), de Sydney Pollack, con Robert Redford y Natalie Wood.
A partir de los años 1970, las obras de Williams se llevaron más a la pequeña pantalla que al cine (El zoo de cristal, en 1973, con Katharine Hepburn; Un tranvía llamado Deseo en 1984, con Ann Margret; La gata sobre el tejado de zinc, en dos versiones: la primera con Natalie Wood y Robert Wagner, en 1976 y la segunda, en 1985, con Jessica Lange y Tommy Lee Jones; Dulce pájaro de juventud en 1989, con Elizabeth Taylor; La primavera romana de la Sra. Stone en 2002, con Helen Mirren, etc.), pero aún encontramos una interesante aunque no definitiva adaptación de El zoo de cristal (1987) dirigida por Paul Newman, con Joanne Woodward, John Malkovich y Karen Allen, rodada para la gran pantalla.

## Obras

### Obras de teatro, en orden cronológico
- Beauty Is the Word (La belleza es la palabra) (1930)
- Cairo! Shanghai! Bombay! (1935)
- Why Do You Smoke So Much, Lily? (¿Por qué fumas tanto, Lily?) (1935)
- Candles to the Sun (1936)
- The Magic Tower (La torre mágica) (1936)
- Fugitive Kind (1937)
- Spring Storm (Tormenta de primavera) (1937)
- Summer at the Lake (Verano en el lago) (1937)
- The Palooka (El Palooka) (1937)
- The Fat Man's Wife (La esposa del gordo) (1938)
- Not about Nightingales (1938)
- Adam and Eve on a Ferry (Adán y Eva en un ferry)(1939)

#### Comienzos
Debutó con escaso éxito con Battle of Angels (Batalla de ángeles) (1940), luego reescrito como Orpheus Descending (La caída de Orfeo) (1957).
- Battle of Angels (1940)
- The Parade or Approaching the End of Summer (El desfile o acercándose al final del verano)  (1940)
- The Long Goodbye (El largo adiós) (1940)
- Auto Da Fe (1941)
- The Lady of Larkspur Lotion (1941)
- At Liberty (En libertad) (1942)
- The Pink Room (1943)
- The Gentleman Callers (1944).

#### Consagración
El éxito y la fama le llegan con El zoo de cristal (1945) y Un tranvía llamado Deseo (1947). En estos dos dramas se forma la definitiva estructura recurrente del teatro de Williams, ambientado en el sur de los Estados Unidos, en un mundo inmóvil, cerrado sobre su pasado aristocrático ya irrecuperable.
- The Glass Menagerie (1944). En España: El zoo de cristal, Escelicer, S.A., 1964, ISBN 84-238-0493-3.
- You Touched Me (1945)
- Moony's Kid Don't Cry (1946)
- This Property is Condemned  (1946)
- Twenty-Seven Wagons Full of Cotton (1946 y 1953). En España: 27 vagones de algodón, Alianza Editorial, S.A., 1984, ISBN 84-206-1102-6
- Portait of a Madonna (1946)
- The Last of My Solid Gold Watches (1947)
- Stairs to the Roof (1947)
- A Streetcar Named Desire (Un tranvía llamado Deseo) (1947). Última publicación en España: MK Ediciones y Publicaciones, 1988.

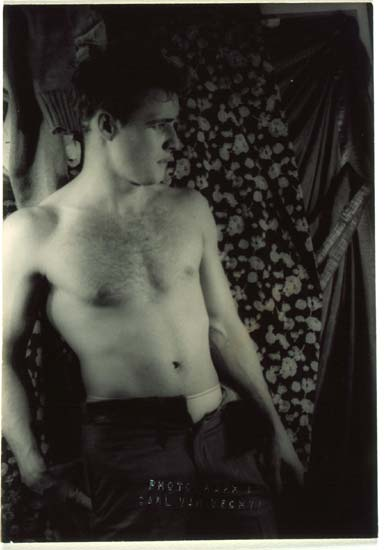
Marlon Brando, en Un tranvía llamado Deseo (1948).

#### Madurez
Después de los dramas que lo hicieron famoso, Williams escribió obras que fueron igualmente afortunadas y que a menudo se transfirieron a la pantalla:
- Summer and Smoke (1948)
- I Rise in Flame, Cried the Phoenix (1951)
- The Rose Tattoo (La rosa tatuada) (1951)
- Camino Real (1953). En España: Camino real, Escelicer, S.A., 1963. ISBN 84-238-0829-7
- Talk to Me Like Rain and Let Me Listen (1953). En Español: Háblame como la lluvia y déjame escuchar
- Hello from Bertha (1954)
- Lord Byron's Love Letter (1955) - libreto
- Three Players of a Summer Game (1955)
- Cat On a Hot Tin Roof (La gata sobre el tejado de zinc caliente o La gata sobre el tejado de zinc (1955). En España ha habido varias ediciones, la última: La gata sobre el tejado de zinc caliente, Bibliotex, S.L., 1999. ISBN 84-8130-217-1
- The Dark Room (El cuarto oscuro) (1956)
- The Case of the Crushed Petunias (El caso de las petunias pisoteadas) (1956)
- Baby Doll (1956) – guion desarrollado para la película a partir de una pieza breve titulada "Veintisiete vagones de algodón", del propio T. Williams.
- Orpheus Descending (1957). En España: La caída de Orfeo, Escelier, S.A., 1962. ISBN 84-238-0220-5.
- Suddenly, Last Summer (De repente, el último verano) (1958)
- A Perfect Analysis Given by a Parrot (1958)
- Garden District (1958)
- Something Unspoken (1958)
- Sweet Bird of Youth (Dulce pájaro de juventud) (1959)
- The Purification (1959)
- And Tell Sad Stories of the Deaths of Queens (1959)
- Period of Adjustment (1960)
- The Night of the Iguana (La noche de la iguana) (1961). En España se ha publicado varias veces, la última, La noche de la iguana y otros relatos, Nuevas Ediciones de Bolsillo, 2006. ISBN 84-9793-972-7
- The Milk Train Doesn't Stop Here Anymore (1963)
- The Eccentricities of a Nightingale (1964)

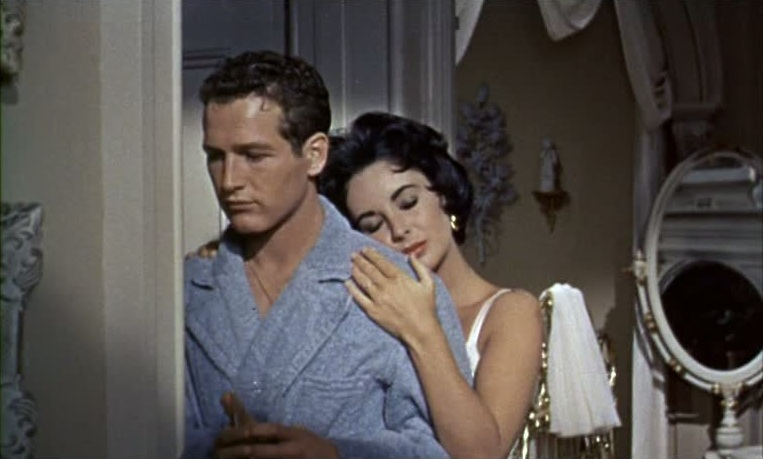
La gata sobre el tejado de zinc caliente con Elizabeth Taylor y Paul Newman.

- Grand (1964)

#### Etapa Final
En los años que siguieron a la muerte de Merlo se asiste a un lento declinar de la inspiración, testimoniada en el retorno a la forma breve del acto único y de las frecuentes recreaciones. También los dramas originales son sometidos a una serie de revisiones con las que intenta frenar los fracasos cada vez más frecuentes:
- Slapstick Tragedy (The Mutilated and The Gnädiges Fräulein) (1966)
- The Mutilated (1967)
- Kingdom of Earth / Seven Descents of Myrtle (1968)
- Now the Cats with Jewelled Claws (1969)
- In the Bar of a Tokyo Hotel (1969)
- Will Mr. Merriweather Return from Memphis? (1969)
- I Can't Imagine Tomorrow (1970)
- The Frosted Glass Coffin (1970)
- Small Craft Warnings (1972). En España se ha publicado en catalán, Adventencia a les embarcacions petites, Ediciones del Mall, S.A., 1986. ISBN 84-7456-290-2.
- Out Cry (1973)
- The Two-Character Play (1973). En España:  Función para dos personajes, Universidad de Valencia. Servicio de Publicaciones, 1996. ISBN 84-370-2687-3
- The Red Devil Battery Sign (1975)
- Demolition Downtown (1976)
- This Is (An Entertainment) (1976)
- Vieux Carré (1977)

- Tiger Tail (1978)
- Kirche, Küche und Kinder (1979)

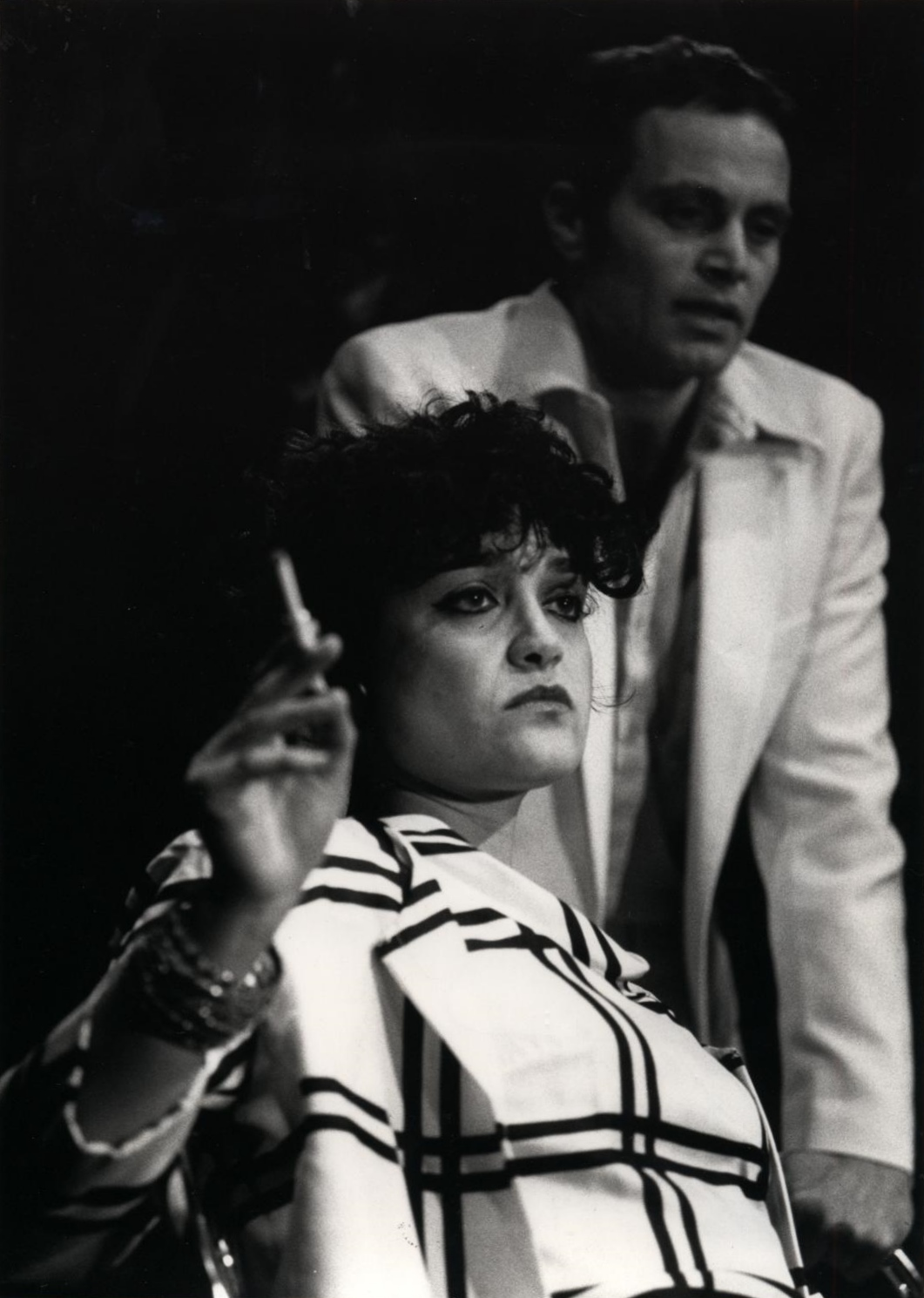
Angelique Rockas en el papel de Miriam (In the Bar of a Tokyo Hotel)

- Creve Coeur (Un domingo encantador para Creve Coeur) (1979)
- Lifeboat Drill (1979)
- Clothes for a Summer Hotel (1980)
- The Chalky White Substance (1980)
- This Is Peaceable Kingdom / Good Luck God ( (1980)
- Steps Must be Gentle (Los pasos deben ser suaves) (1980)
- The Notebook of Trigorin (1980)
- Something Cloudy, Something Clear (1981)
- A House Not Meant to Stand (1982)
- The One Exception (La única excepción) (1983)

### Novelas
- The Roman Spring of Mrs. Stone (1950). En España: La primavera romana de la señora Stone, 2006. 84-02-42021-4
- Moise and the World of Reason (1975). En España: Moisa y el mundo de la razón, Caralt Editores, S.A., 1978. ISBN 84-217-2528-9. En esta novela Williams discute honestamente sobre su propia homosexualidad, ya proclamada en sus Memorias (1973).
- The Bag People

### Cuentos cortos
- The Vengeance of Nitocris (1928)
- Hard Candy: a Book of Stories (1959)
- Three Players of a Summer Game and Other Stories (1960)
- The Knightly Quest: a Novella and Four Short Stories (1966)
- One Arm and Other Stories (1967)
- Eight Mortal Ladies Possessed: a Book of Stories (1974). En 1977 se publicó en España como Ocho mujeres poseídas, ISBN 84-217-4203-5. En 2005, se publicó por Alba Editorial, S.L. como Ocho mortales poseídas. ISBN 84-8428-267-8 Ocho mortales poseídas.
- It Happened the day the Sun Rose, and Other Stories (1981)

### Poesía
- In the Winter of Cities: Poems (1956)
- Androgyne, Mon Amour: Poems (1977)

## Premios y distinciones
Premios Óscar
| Año  | Categoría            | Película                 | Resultado |
| ---- | -------------------- | ------------------------ | --------- |
| 1952 | Mejor guion          | Un tranvía llamado Deseo | Candidato |
| 1957 | Mejor guion adaptado | Baby Doll                | Candidato |

Premios San Jorge
| Año  | Categoría   | Película                 | Resultado |
| ---- | ----------- | ------------------------ | --------- |
| 1957 | Mejor guion | Un tranvía llamado Deseo | Ganador   |

### En inglés
- Gross, R. F., ed. Tennessee Williams: A Casebook. Routledge, 2002. ISBN 0-8153-3174-6.
- Leverich, L., Tom: The Unknown Tennessee Williams. W. W. Norton & Company; Reedición, 1997. ISBN 0-393-31663-7.
- Spoto, D., The Kindness of Strangers: The Life of Tennessee Williams. Da Capo Press, 1997. ISBN 0-306-80805-6.
- Williams, T. , Memoirs. Doubleday, 1975. ISBN 0-385-00573-3. En España, las Memorias se publicaron en 1985 por Brugera, S.A. ISBN 84-02-09413-9
- Williams, D., His Brother's Keeper: The Life and Murder of Tennessee Williams.

### En español
- Williams, T., El País del dragón, Ediciones Júcar, 1975. ISBN 84-334-0204-8
- Williams, T., Piezas cortas, Alianza Editorial, S.A.,1984. ISBN 84-206-1102-6
- Williams, T., Textos sobre teatro norteamericano III. Universidad de Léon. Secretariado de Publicaciones y Medios Audiovisuales, 1998. ISBN 84-7719-686-9